# حمى دخان البلمرة
حُمّى دُخان البَلمرة أوحُمى الفلورو بوليمر، وتُسمّى أيضًا بشكلٍ غير رسمي انفلونزا التيفلون هي حُمّى ناتِجة عن اسْتنشاق الأبْخِرة المُنبعِثة من مُتعدد رُباعي فلورو الإيثيلين ( المعروف تجارياً بالتيفلون) عند تَعَرُضه لدرجات حرارة تترواح بين (300-450) درجة مئوية أي (572-842) فهرنهايت. عند تَسخين مُتعدد رُباعي فلورو الإيثيلين على درجة حرارة أعلى من 450 درجة مئوية، تَتَكون مُنتجات الانحلال الحراري المختلفة التّي قد يُسَبب استنشاقها متلازمة الضائقة التّنفسية الحادة. الأعراض عادةً ما تُشبه أعراض الانفلونزا (قشعريرة وصداع وحمى)، مع ضيق في الصدر وسعال خفيف، وبداية ظُهورها تكون بعد حوالي 4 إلى 8 ساعات من التعرض لمنتجات الانحلال الحراري لـمُتعدد رُباعي فلورو الإيثيلين، كما يُمكن أنْ يُرافق ذلك ارتفاع في عدد خلايا الدم البيضاء، وعادةً ما تكون نتائج الأشعة السينية للصدرغير مُجدية وضئيلة.
إنّ أبخرة التيفلون ضارّة، وخاصةً لبعض أنواع الطيور التي يسمح تنفسها بدخول السموم التي تُخْرجها رئة الإنسان. إنّ أبخرة التيفلون عند درجات الحرارة المرتفعة جداً مُميتة للببغاوات، وكذلك لبعض الطيور الأخرى (التّسمم بالتيفلون).